# Maria Romana Catti De Gasperi
Maria Romana De Gasperi, coniugata Catti (Trento, 19 marzo 1923 – Roma, 30 marzo 2022), è stata una saggista, politica e partigiana italiana, figlia di Alcide De Gasperi e fondatrice e presidente onoraria della Fondazione De Gasperi.

## Biografia
Maria Romana nacque a Trento nel 1923, figlia primogenita di Alcide De Gasperi e della moglie Francesca Romani. Visse poi a Roma, dove si laureò.
Durante l'occupazione tedesca della capitale fu staffetta partigiana e aiutò il padre a mantenere i contatti con gli antifascisti. Dopo la fine della seconda guerra mondiale, quando De Gasperi divenne presidente del Consiglio, Maria Romana fu sua segretaria e conobbe numerose personalità politiche come Robert Schuman e Konrad Adenauer. Nel 1947 accompagnò il padre nel viaggio negli Stati Uniti, dove conobbe il presidente Harry S. Truman. Lo stesso anno si sposò a Roma con Piero Catti, anch'egli partigiano e fratello di Giorgio. Da lui ebbe i tre figli Giorgio, Paolo e Maurizio.

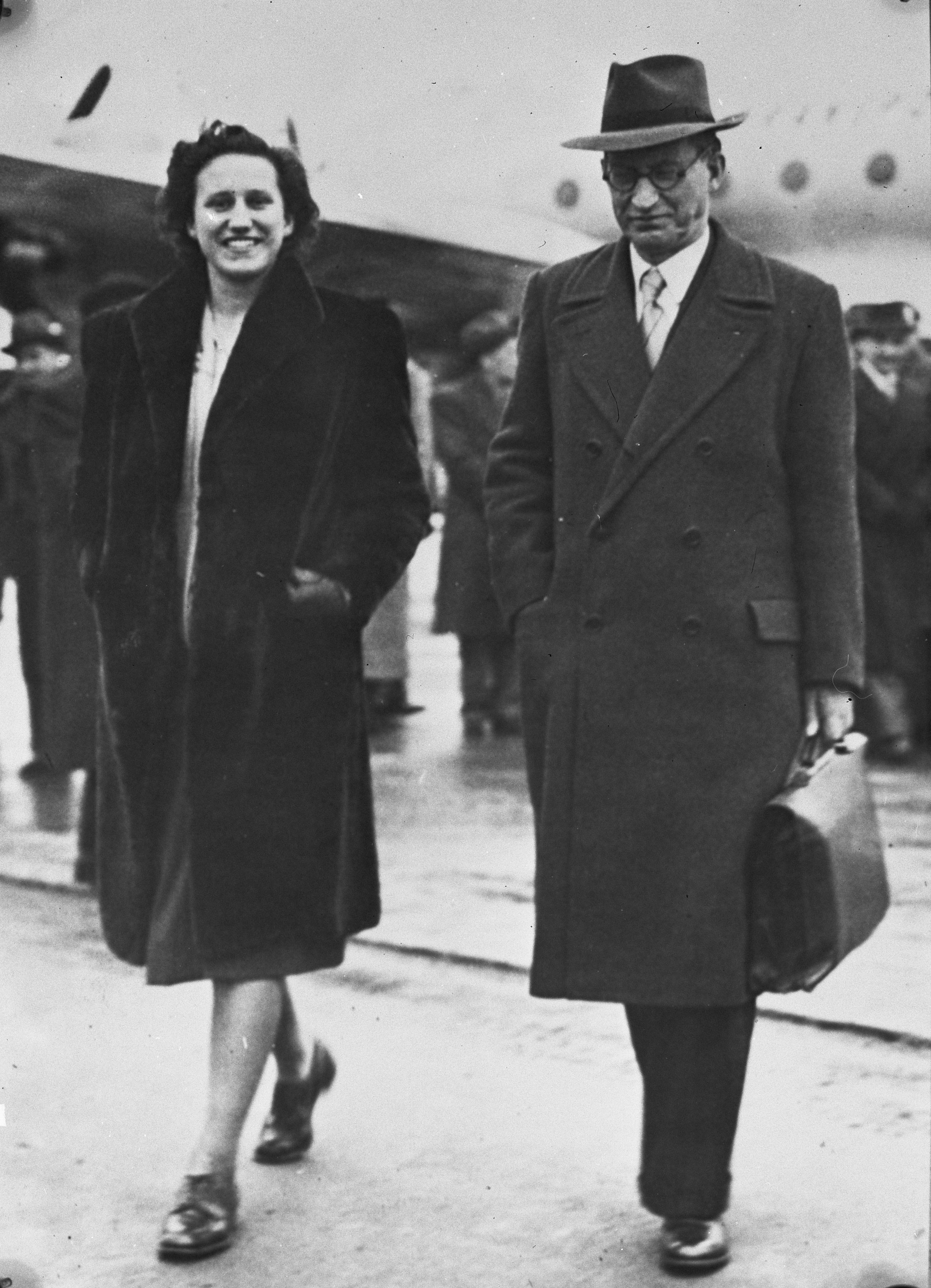
Maria Romana De Gasperi e suo padre Alcide negli Stati Uniti nel gennaio 1947

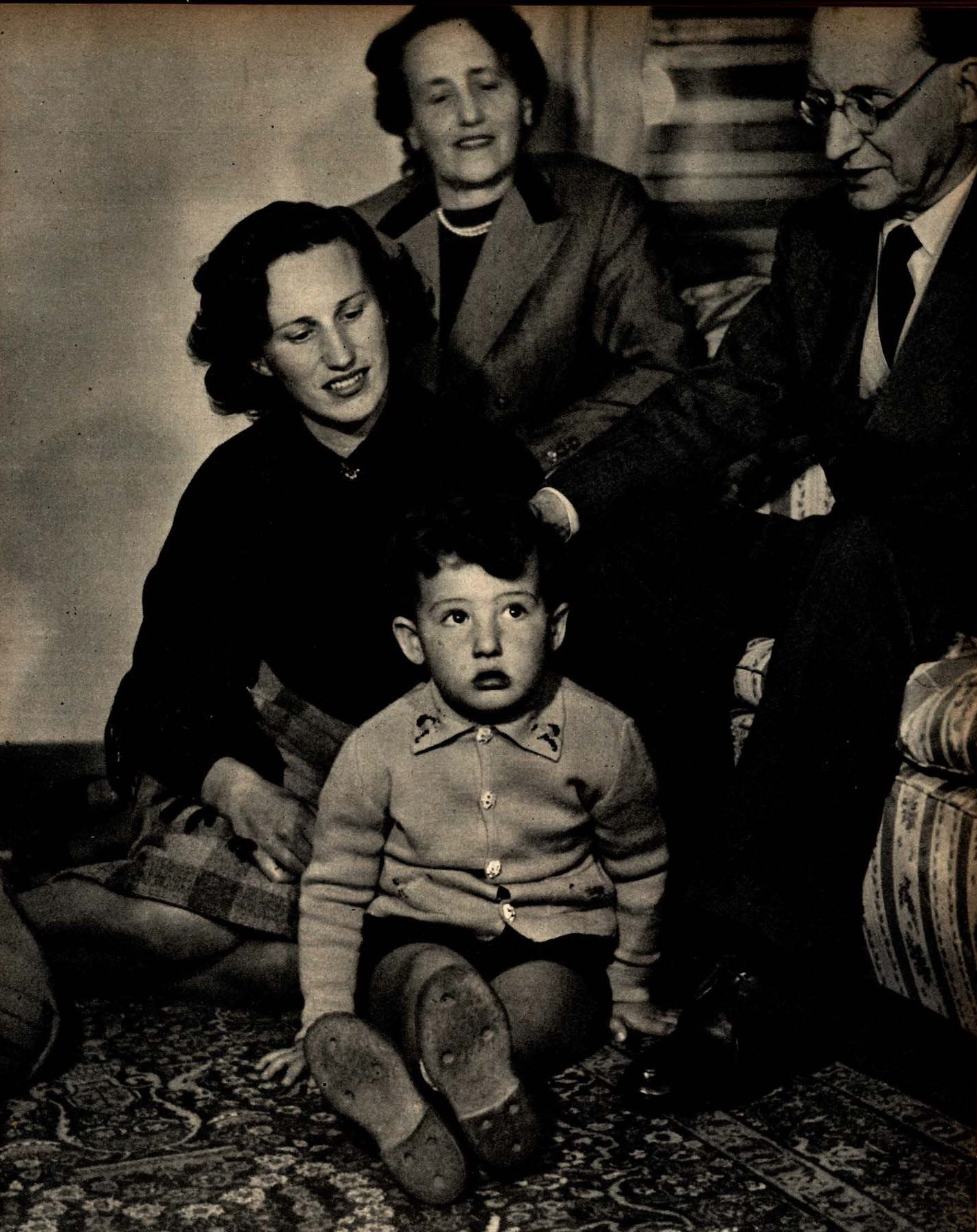
Maria Romana con la sua famiglia nel 1951

Dopo la morte del padre iniziò a curare le sue memorie e a scrivere saggi sulla sua figura, rilasciando negli anni numerose interviste. Nel 1982 creò la Fondazione De Gasperi, di cui è stata presidente onoraria fino alla morte.
Nel 2016 fu tra i fondatori dell'Edizione Nazionale degli epistolari di Alcide De Gasperi. Nel 2021 il presidente della Repubblica Sergio Mattarella la nominò Cavaliere di gran croce dell'Ordine al merito della Repubblica italiana.
È morta il 30 marzo 2022 nella sua abitazione romana all'età di 99 anni.

## Opere
- De Gasperi uomo solo, Milano, Mondadori, 1964. (col titolo: De Gasperi. Ritratto di uno statista, Oscar Storia, Milano, Mondadori, 2004)
- La nostra patria Europa. Il pensiero europeistico di Alcide De Gasperi, Milano, Mondadori, 1969.
- De Gasperi scrive, Brescia, Morcelliana, 1974.
- Cara Francesca. Lettere, Collana Testimoni, Brescia, Morcelliana, 1999, ISBN 978-88-3721-756-3.
- Mio caro padre, Genova-Milano, Marietti, 2003.
- L'Europa. Scritti e discorsi, Collana Pellicano Rosso, Brescia, Morcelliana, 2019, ISBN 978-88-372-3254-2.
- La vita di Gesù narrata alla figlia Maria Romana, Roma, Morcelliana, 2020.

### Collaborazioni
- Lettere dalla prigione (1927-1928), Collezione Le Scie, Milano, Mondadori, maggio 1955. - Roma, Edizioni Cinque Lune, 1974; Milano, Marietti, 2003, ISBN 978-88-2115-801-8. (Con scritti di Giacomo Martina)
- Suor Lucia De Gasperi, Appunti spirituali e lettere al padre, a cura di Maria Romana Catti De Gasperi, Brescia, Morcelliana, 1968.
- Lettere sul Concordato, Brescia 1970, con scritti di Maria Romana Catti De Gasperi e Giacomo Martina.
- Alessandro Maria Gottardi, Alcide De Gasperi: profeta e testimone, Introduzione di Maria Romana Catti De Gasperi, Rovereto (TN), Edizioni Pancheri, 1984.
- De Gasperi scrive. Corrispondenza con capi di Stato, cardinali, uomini politici, giornalisti, diplomatici, a cura di Maria Romana e Maria Paola De Gasperi, Cinisello Balsamo (Mi), San Paolo Edizioni, 2018  [2 voll., Brescia, Morcelliana, 1974], ISBN 978-88-9221-391-3.
- Diario 1930-1943, a cura di Marialuisa Lucia Sergio, prefazione di Maria Romana Catti De Gasperi, Bologna, Il Mulino, 2018, ISBN 978-88-152-7508-0.

## Nella cultura di massa
- Nel film del 1974 Anno uno di Roberto Rossellini, Maria Romana Catti De Gasperi è interpretata da Dominique Darel.
- Nella miniserie televisiva del 2005 De Gasperi - L'uomo della speranza di Liliana Cavani, Maria Romana Catti De Gasperi è interpretata da Ana Caterina Morariu.